# ケンプファー
ケンプファー (KÄMPFER) は、「ガンダムシリーズ」に登場する架空の兵器。有人操縦式の人型機動兵器「モビルスーツ (MS)」のひとつ。初出は、1989年に発売されたOVA『機動戦士ガンダム0080 ポケットの中の戦争』。
作中の軍事勢力の一つであるジオン公国軍の試作機。強大な推進力と多彩な火器を駆使し、敵陣深くに侵攻する強襲任務に特化している。少ない人員と設備で分解、組み立てが可能な整備性の高さも特長。機体名称はドイツ語で「闘士」の意。劇中では、主人公のひとりであるバーナード・ワイズマンが所属する公国軍特殊部隊「サイクロプス」によって運用され、ヒロインである地球連邦軍中尉クリスチーナ・マッケンジーが搭乗するガンダムNT-1（アレックス）と対決する。
本記事では、外伝作品などに登場するバリエーション機などについても解説する。

## デザイン
メカニックデザインは出渕裕。『0080』に登場するMSのほとんどは、第1作『機動戦士ガンダム』に登場する各MSのデザインをもとに出渕がリファインした形となっているが、本機は特定のデザインベースを持たないオリジナル機体となっている。
出渕は本機に機動力を持たせるかわりに装甲を薄くし、武器を増やした機体にしたとの旨を自著において説明しており、そのコンセプトは旧日本軍の戦闘機をモデルとしたと語っている。また、機体の名称も出渕の命名による。一方、複数の武器をつけるアイデアは『0080』の監督（高山文彦）によるもので、武器類は明貴美加が担当したという。

## 設定解説
一年戦争末期に開発されたジオン公国軍の最終機体のひとつ。当時のジオン軍では工業力に勝る連邦軍のMS大量投入に苦戦を強いられていたことから、新しい仕様のMSを開発し、質で対抗する策を講じた。ゲルググのビームライフルの量産体制が整った段階で、YMS-16、YMS-17、YMS-18といった複数のMS試作機のロールアウトが行われる（またはロールアウト寸前となる）。ケンプファーはそのうちのYMS-18構想による機体であり、試作機の状態で戦線に投入されている。
一年戦争終戦直前の統合整備計画に基づいているため、ザクをベースにフレーム、ジェネレーター、スラスターを強化した機体となっている。ただし、内部構造が異なることに加え、近接戦闘用の機体として見映えがいいデザインを求めた設計者の嗜好により、外観は大きく異なる。なお、機体はブロック構造が取り入れられており、設備が整っていない場所でも組立が容易な特性を持っている。
YMS-18はMSの新たな運用法を開拓する機体として開発されていたが、MS-18Eは高い機動性による一撃離脱をコンセプトとし、強襲用重試作MSに分類される。本機はYMS-07Bの局地戦能力をリファインしたような特性を持ち、敵拠点への速やかな強襲を実現するため、大推力のスラスターと姿勢制御用バーニアを全身に装備している。これによって1G下でも短時間の飛行を可能としているが、ドムのような直立姿勢ではなく、うつ伏せの前傾姿勢を基本としている。この姿勢は、前面投影面積を小さくすることによる被弾率低減を狙ったもので、装甲も進行方向となる上半身上面に集中して配置されており、それ以外は軽量化のために極力薄く設計されている。それと同時に、武装はジェネレーターの負担によって推力が低下することを防ぐため、ビーム兵器を控えて実体弾兵装主体でまとめられている。これらの装備は、発射後のデッドウェイト化を避けるために専用ジョイントパーツごと排除可能となっている。一方で、熱核ロケットエンジンを多数搭載しているために推進剤の消耗が激しく、継戦時間は短い。

### 武装
本機の武装は統合整備計画後の機体であることから、ザクとドムの中間的な構成がなされている。また、ジェネレーターの都合から大出力のビーム兵器はドライヴできない。ビーム兵器で敵機のジェネレーターを破壊し、爆風で自機にダメージを与えてしまうリスクが発生する場合を考慮すると、実弾は威力を制御しやすいというメリットも有している。
60mmバルカン砲
頭部に2門を設置。
ビーム・サーベル
本機唯一のビーム兵器。両大腿部に1基ずつ、計2基装備する。ゲルググ用デバイスから派生したもので、次世代量産機用に少数が生産された。
ビーム兵器の採用が本装備に留まっている要因は、ジェネレーターの出力不足と、至近戦闘においてはサーベル以外のビーム兵器が役に立ち辛い点が挙げられる。なお、本装備はRX-78との交戦データから開発された。
197mm口径専用ショットガン（ZUX-197 ヤクトゲヴェール）
ズックス社製の多目的自動ショットガン。作動の確実性を重視してスライドアクションによって装填するタイプで、電動機構による自動装填も可能。
ショットシェルに9発の金属球が込められた00（ダブルオー）パック式で、弾体はルナチタニウム製。この他にも対装甲スラッグショット弾や信号弾、ガス弾など多彩な弾丸が用意され（装弾数はそれぞれ異なる）、対空防御用のエアバースト弾は最も人気が高かった。非使用時には、ラッチを介して腰背部に装備する。
開発のベースはザク用の兵装。ザクマシンガンとザクバズーカの穴埋め目的として提唱されたが、制式採用には至らず試験採用に留まっている。携えた姿が歩兵部隊の士気高揚にも貢献したという逸話を持つ。
アニメ版『機動戦士ガンダムUC』ではズサの「袖付き」仕様機が装備している。
ジャイアント・バズII
MS-09R-2 リック・ドムIIなどのものと同型。背部にラッチを介して2基装備する。
シュツルム・ファウスト
使い捨てロケット砲。自動追尾装置を持たないために命中率は低いが、高い威力を発揮する。脛部に2基装備する。
元々はザク用に開発されていた兵装である。
チェーン・マイン
機雷をワイヤーで連結したもので、重装甲の敵機を破壊するのに有効な装備。対象に取り付いたユニットのみが爆破され、その他のユニットは連結部から取り外される構造になっている。
その他
ガンプラ『SDガンダム BB戦士』には、オリジナル装備としてチョバム・アーマーが付属する。ガンダムNT-1に対抗すべく用意されたものとされ、頭部と胸部を一体のアーマーが覆う形になっている。

## 劇中での活躍
『0080』第2話で一旦組み上げられた後に潜入作戦開始に向け、ハンガーにて解体中の姿で登場し、第3話で偽装した町工場内にて再度組み立てられる。その後、第4話でサイクロプス隊のミハイル・カミンスキーが搭乗し、コロニー内戦闘を行った。高機動性を生かして中立部隊のリーア軍が所有する小型MSドラケンEを破壊しつつ街中を吶喊し、次に迎撃に出た連邦軍のグレイファントムに所属するスカーレット隊と交戦し、すぐに全滅させた。その後、標的であるガンダムNT-1に迫るが、到達寸前でパイロットのクリスチーナ・マッケンジー中尉が乗り込んで緊急発進させたため、抵抗を許してしまう。スカーレット隊を全滅させた時点で手持ちの武器弾薬のほとんどを消費しており、最後に残った専用ショットガンでの一撃を加えた後はNT-1の頭部に装備されたバルカン砲による攻撃を巧みに回避すると、前もってトラックに隠匿しておいたチェーンマインをNT-1へ巻きつけることに成功する。しかし、NT-1の外装のチョバムアーマーと額部アンテナしか破壊できず、ビーム・サーベルでの白兵戦に持ち込もうと突入したところに、チョバムアーマーが破壊されたことで腕部内蔵のガトリングガンが使用可能となったNT-1の反撃を受け、蜂の巣にされ、撃破される。第5話では基地の敷地内に残骸が寝かされており、ズタズタになった血まみれのコクピットが取り出されている。
漫画『機動戦士ガンダム C.D.A. 若き彗星の肖像』では、シャア・アズナブルらサイド3視察団に随行する、ファビアン・フリシュクネヒト少尉の乗機として登場。その後はイリア・パゾムが乗り継ぎ、宇宙要塞アクシズで挙兵した真ジオン公国軍との戦闘で大破している。『機動戦士Ζガンダム Define』でも引き続きイリアが搭乗し、アクシズの地球圏帰還直前にジェラルド・シンクレアのドム・フュンフとともにハマーン・カーンのキュベレイと模擬戦をおこなう。
漫画『GUNDAM LEGACY』では、 宇宙世紀0084年にジオン残党が開発した、惑星間巡航用核パルス推進ブースター仕様「シルバー・ランス」の制御用ユニットとして搭載される形で登場。テロ組織「狼の鉄槌」によるジオン共和国に対するテロ計画「シルバー・ランス作戦」を行うため、気化爆弾を入手したリリア・フローベールが搭乗するが、サイド3近海で民間人のマット・ヒーリィらによって阻止されている。

## バリエーション

### プロトタイプ・ケンプファー
バンダイのプラモデル『1/144 MS-18E ケンプファー』の組立説明書で存在が示された機体。（型式番号：YMS-18）。
正規仕様機とは頭部や胸部コクピット周りと肩部のアーマーや爪先の形状、腰後部のスカートアーマーの有無などの違いがある。カラーリングは緑。カトキハジメがプロデュースしたフィギュアシリーズ、「ジオノグラフィ」の設定から大型重機関銃という武器が搭載されている。
作中での活躍
漫画『機動戦士ガンダム エコール・デュ・シエル』では、宇宙海賊マリー一味に属するアキラが搭乗。カラーリングは青。試作型であるために予備パーツの補充が困難で、メンテナンスに苦労している。のちに大型重機関銃を装備している。宇宙世紀0087年、ルオイーコロニーでの攻防時にマリー一味の仇であるハンク・ライアン大佐の座乗艦アレキサンドリア級ベオグラードを追い詰めるが、その最中にエリシア・ノクトンが搭乗するダーグウェによって撃墜される。

### ケンプファーF型
『1/144 MS-18E ケンプファー』付属説明書の文章設定に登場。ジオン公国が本土決戦用にプロトタイプやE型とともに、ビーム兵器中心の武装を装備したタイプとして準備されたといわれるが、真偽のほどは不明とされる。のちに、高機動型ケンプファーのベース機とされた。

### ティターニア
TITANIA
ゲーム『機動戦士ガンダム バトルオペレーション Code Fairy』に登場。メカニックデザインは瀧川虚至。機体名称は「妖精の女王」にちなみ、北米の秘匿部隊「ノイジー・フェアリー」隊長のキリー・ギャレット少佐によって命名される。
同隊所属のアルマ・シュティルナー少尉の専用機として、不時着したHLVから回収した艤装前の新型機（図面などからケンプファーであることが確認できる）の機体構造を中核に全面改修がほどされたワンオフ機。原型機の高火力であるが薄い装甲で強襲後の帰還を想定していない特攻機のような設計思想を嫌う整備班長イルメラ・グルーバー軍曹の判断によって全身に新たな装甲が追加され、重量の増加はスラスターの増設で補っている。実弾系の武装で固めることによってジェネレーター出力を機動性やパワーに割り当て、同時代のMSと比べて群を抜く高機動戦闘を可能にしている。なおビーム兵器も使用可能であり、その際にも機動性に大きな影響が出ないよう配慮されているが、戦闘継続時間は低下する。
腰部スカート・アーマーが追加され、ランドセルにプロペラントタンクを2基装備、右肩にもスパイクを追加、大型化し装飾がほどこされた頭部など、外観は大きく変化している。武装はストックを廃したソードオフ・ショットガンとビーム・サーベル2基のほか、ドムの（『機動戦士ガンダム バトルオペレーション2』ではリック・ドムIIの）ジャイアント・バズ、腹部側面にシュツルム・ファウスト2基、左前腕部甲にはガトリング砲が増設されている。また、Ex話（最終話）では新装備としてゲルググJのビーム・マシンガンを携行している。カラーリングは部隊カラーの薄紫と白を基調に、一部ダーク・グレーで塗り分けられ、肩部スパイクは赤。
陸戦高機動型ザクに替わってアルマが第10話から搭乗し、僚機のイフリート・イェーガーやドム・ノーミーデスとともに一年戦争末期の北米戦線を戦い抜き、アルマのニュータイプの素養も相まって多大な戦果を挙げる。ケープカナベラル基地で終戦を迎え、連邦軍に投降する。

### 高機動型ケンプファー
KÄMPFER HIGH MOBILITY TYPE
スマートフォンゲームアプリ『機動戦士ガンダム U.C. ENGAGE』のイベント「0082 ペッシェ・モンターニュ ～星屑たちに花束を I～」に登場（型式番号：MS-18F）。メカニックデザインはことぶきつかさ。ケンプファーを出すならバリエーション機がよいとケンプファーF型にスポットが当たり、同機であるならビーム兵器をもたせなければならないとゲルググM（指揮官用）から流用し、またガーベラ・テトラにケンプファーの系譜とする設定があったため、試作ユニットを試させられた雑なニコイチ感を出したとのこと。また、食玩『GフレームFA』での商品化（プレミアムバンダイ限定）にあたりカスタム・ビーム・ライフルが新規にデザインされた。
内部パーツが全面的にオーバーホールされ（作中でニック・オービルは「念入りにカスタマイズされた機体」と評している）、ビーム兵器が複数運用可能となっている。アナハイム・エレクトロニクス (AE) 社がガンダム開発計画で開発したシュツルム・ブースター・ユニット3基を装着しており、さらなる高機動性を獲得している。ただし、ガーベラ・テトラと異なり本体と一体型になっている。両肩にもガーベラ・テトラと同型のショルダー・スラスター・ポッドを装備。これら同計画からの試作パーツの流用から、AE社とテロリストである公国軍残党の繋がりが強く疑われることとなる。カラーリングは紫。武装はゲルググM（指揮官用）のビーム・マシンガンを携行するが、銃口に延長パーツを取り付けて長尺のカスタム・ビーム・ライフルとしても使用可能。チェーン・マインはE型と異なり、三角柱を繋げたような形状となっている。スピンオフ・コミカライズの「機動戦士ガンダム U.C. ENGAGE 0082星屑の素顔」では、連邦軍士官の解析によってケンプファーF型をベースとしていることが判明する。
作中での活躍
0082年に公国軍残党のミチェル・カノが搭乗し、同胞とともに月面でのテロ活動をおこない、機動性を活かした一撃離脱戦法で連邦軍の掃討部隊を苦しめる。AE社の試作機エンゲージゼロとの初戦ではその機動性で圧倒するが、追加ブースターを装備した同機との再戦ではビーム・サーベルで右腕を切断され、さらに機体の不調によりコックピットから火を吹き、地割れの奥に墜落する。
「0083 ペッシェ・モンターニュ ～星屑たちに花束を II～」では、エンゲージゼロのパイロットで、ガンダム試作4号機（ガーベラ）のテスト・パイロットとなるペッシェ・モンターニュが感じた疑惑からルセット・オデビーによる調査の結果、AE社製のパーツが流用されていることが判明し、オサリバン常務がみずからの「差し金」であることを認めている。

### RFケンプファー
漫画『機動戦士ガンダムF90 ファステストフォーミュラ』に登場。
のちに「オールズモビル」と呼ばれる、宇宙世紀0116年に活動を開始したジオン残党系テロ組織が運用する「RFシリーズ」のひとつで、同シリーズの初期型と後期型の中間に相当する機体。フレームはRFザクのものが流用されたといわれる。武装にはインコム・システム、制御系には、アクシズで開発された準サイコミュの系譜である一般人用サイコミュが搭載され、一般人でも端末誘導操作が可能となっている。
基本的な外観およびカラーリングは、初期型RFシリーズ同様原型機と変わらない。右前腕にザク・デザートタイプと同型のラッツリバー式3連ミサイル・ポッドを装備、左前腕の周囲に3連ヒート・ワイヤー（グフのヒート・ロッドのように電流を流す）を内装。背部には、量産型νガンダムに似たインコム・ユニットを装備する。携行するショットガンの弾体は、原型機を踏襲したガンダリウムOOパックを使用する。
宇宙世紀0116年初頭、サイド4コロニー「フロンティアI」で蜂起するオールズモビルの一員として、キッチ・キッチナー大尉が搭乗。ほかのRFシリーズとともにサナリィ本部を襲撃し、迎撃に出たディル・ライダー准尉のガンダムF90 3号機を苦しめる。ハルファイターと合体してNタイプとなったF90との交戦の末、体当たりでコロニーの地面に叩きつけられて行動不能となる（キッチは脱出）。